# Cala Santañí

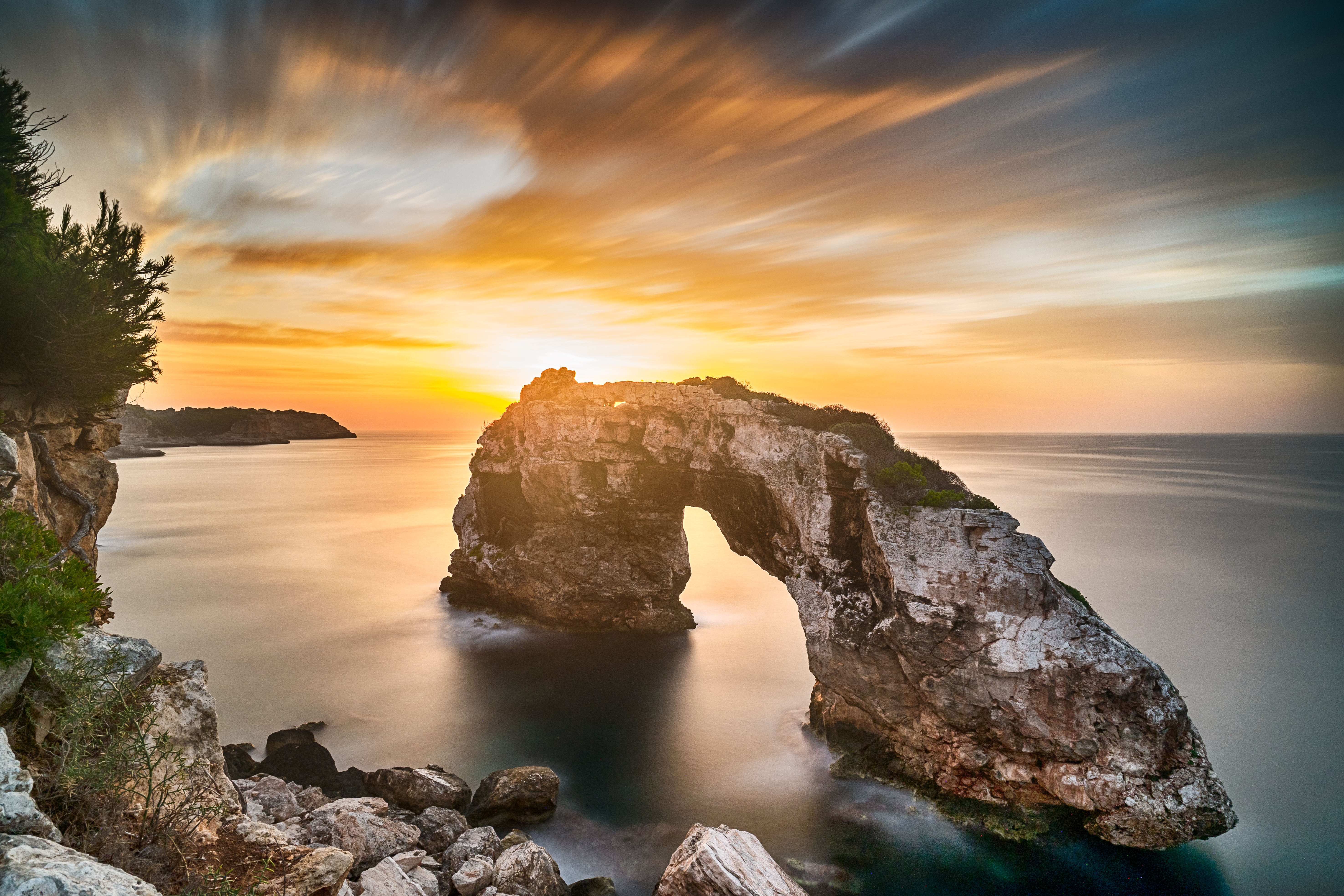
El Pontás, en la costa de Cala Santañí.

Cala Santañí (en catalán y oficialmente Cala Santanyí) es una localidad y pedanía española perteneciente al municipio de Santañí, en la parte suroriental de Mallorca, comunidad autónoma de las Islas Baleares. En plena costa mediterránea, cerca de esta localidad se encuentran los núcleos de Son Móger, Cala Figuera, Cap d'es Moro, Santañí capital, Llombards y Cala Llombards.
La zona de Cala Santañí y alrededores constituyen uno de los principales centros turísticos del municipio, con una amplia oferta hotelera de sol y playa, rodeada de parajes naturales como El Pontás, cala Mondragón y el caló d'es Moro. La playa de Cala Santañí, que da nombre al pueblo, es el epicentro de la localidad.

## Historia
Para defenderse de la piratería en la costa de Santañí se construyeron muchas fortificaciones, de las cuales están documentadas cuarenta. La mayoría eran torres de defensa, como la Torre Nova de sa Roca Fesa de Cala Santañí, que es una de las más importantes.
En los años 1920 tan sólo acogía algunas viviendas y casetas de pescadores. No fue hasta la década de los 60 cuando se inició su proceso de urbanización de la actual localidad. El primer establecimiento de carácter turístico fue el bar Es Torrent, y en 1961 se edificó el Hotel Cala Santañy.

## Demografía
Según el Instituto Nacional de Estadística de España, en el año 2021 Cala Santañí contaba con 371 habitantes censados, lo que representa el 3,01% de la población total del municipio.

### Evolución de la población
| Gráfica de evolución demográfica de Calonge entre 2011 y 2021 |
|                                                               |
| Datos según el nomenclátor publicado por el INE.              |

## Comunicaciones

### Carreteras
La principal vía de comunicación que transcurre por esta localidad es:
| Identificador | Denominación              | Itinerario             |
| ------------- | ------------------------- | ---------------------- |
| Ma-6102       | De Santañí a Cala Figuera | Santañí - Cala Figuera |

Algunas distancias entre Cala Santañí y otras ciudades:
| Ciudades          | Distancia (km) |
| ----------------- | -------------- |
| Santañí           | 4              |
| Manacor           | 33             |
| Palma de Mallorca | 55             |

## Cultura

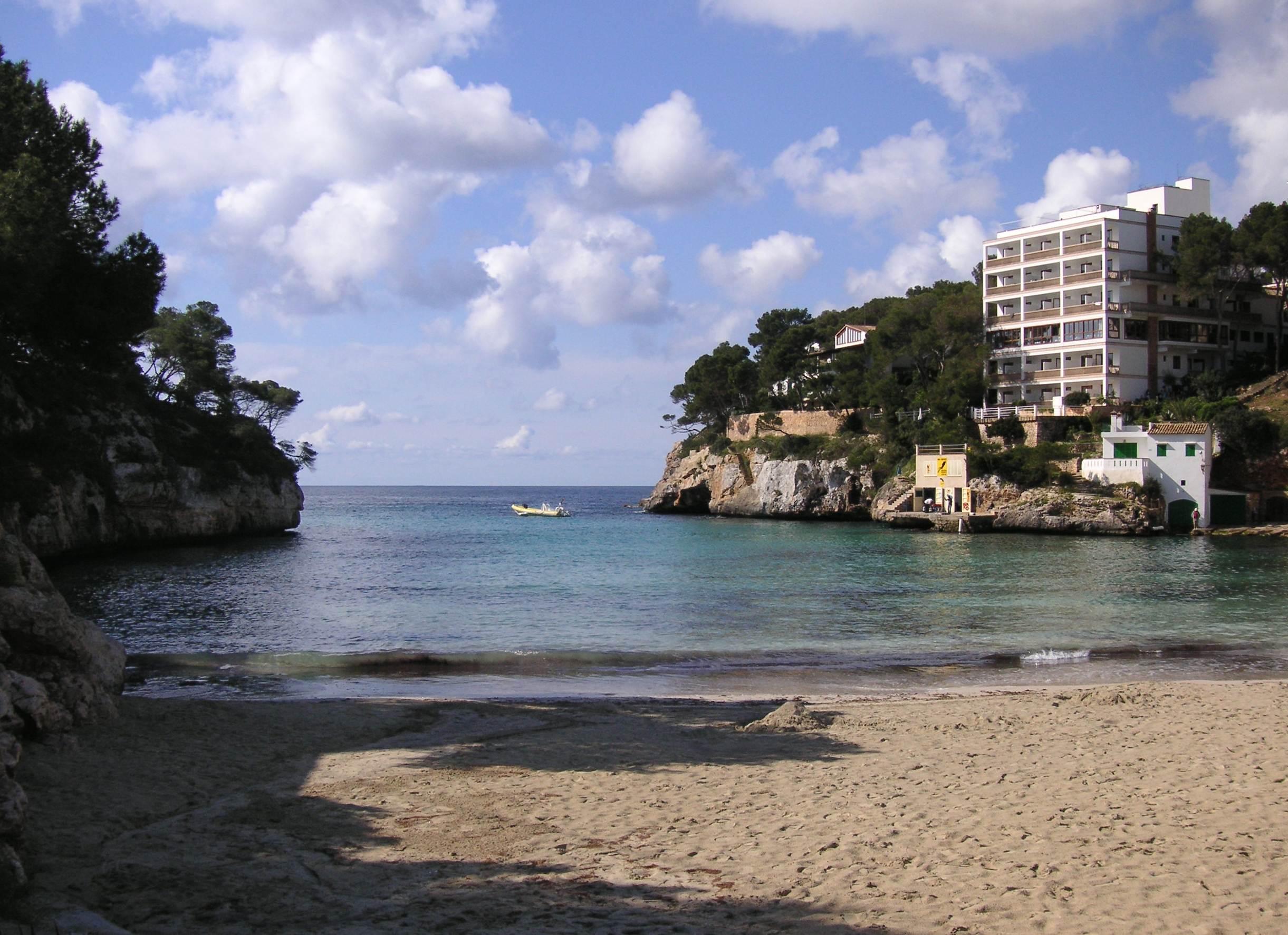
La playa de Cala Santañí.

### Fiestas
Cala Santañí celebra sus fiestas populares en el mes de julio en honor a San Cristóbal, patrón del pueblo.